# Abu Madyan
Abu Madyan, vollständig شعيب أبو مدين / Šuʿaib Abū Madyan, im Maghreb Sidi Bu Madyan genannt (* 1126 in Cantillana bei Sevilla; † 13. November 1197 in El Eubbad bei Tlemcen), war ein arabisch-andalusischer Lehrer und Dichter des Sufismus.

## Leben
Abu Madyan wuchs in al-Andalus (Andalusien) auf, lernte zunächst in Sevilla und ging nach dem Tode seines Vaters ins Maghreb. Er studierte in Tanger, Fès und Marrakesch. Während einer Pilgerfahrt traf er in Mekka Abd al-Qadir al-Dschilani. Auf dem Rückweg nahm er an einer von Sultan Saladin geführten Schlacht gegen die Kreuzfahrer in Palästina teil und verlor dabei eine Hand. Danach ließ er sich in Bejaia nieder, wo er als Sufi-Meister verehrt wurde und Gedichte verfasste, die weite Verbreitung fanden. 
Er starb 1197 oder 1198 während einer Reise nach Marrakesch und wurde in El Eubbad bei Tlemcen begraben.

## Werke und Lehre
Abu Madyan entwickelte seine Lehre unter dem Einfluss von Al-Ghazālī. Abu Madyans Aussprüche und Gedichte wurden rund 100 Jahre nach seinem Tode vom Sufi Al' Arabi (* 1275) gesammelt und im Diwan des Sufi Šu‘aib Abū Madyan herausgegeben.

## Ehrungen
In 'Ubbad bei Tlemcen wurde 1339 ein Abu-Madyan-Mausoleum errichtet. Während des Algerischen Bürgerkriegs in den 1990er-Jahren wurde es Opfer von Kulturvandalismus und beschädigt, später aber wieder aufgebaut.